# TKp100
TKp100 – zbiorcze oznaczenie nietypowych normalnotorowych parowozów - tendrzaków o układzie osi D, stosowane przez Polskie Koleje Państwowe po 1945 roku. 
Do serii TKp100 zaliczono 7 różnych lokomotyw, głównie poniemieckich, pochodzących m.in. z nacjonalizowanych kolei lokalnych i przemysłowych. 
TKp100-4 jest obecnie zachowany w Muzeum Kolejnictwa w Kościerzynie.